# 李成妃
成妃李氏（せいひ りし、万暦33年8月21日（1605年10月3日） - 崇禎10年11月6日（1637年12月21日））は、明の天啓帝の妃嬪。

## 経歴
保定府新安で庶民の李遇春と崔氏のあいだの娘として生まれる。後宮に入り、侍女となった。
天啓の初め、皇帝と関係した。天啓3年12月（1624年）、妊娠したため妃の位を授けられ、長春宮に入住した。天啓4年（1624年）2月30日、華北地震が起こった時に、朱淑媖（懐寧公主）を産んだ。しかし懐寧公主が夭折すると、天啓帝にかえりみられなくなった。
天啓6年（1626年）2月2日、范皇貴妃の代わりに天啓帝に許しを乞い、魏忠賢や客氏（天啓帝の乳母）の怒りを買った。そのため位を奪われ、宮女に降格し、乾西五所（侍女の居所）に追放された。
崇禎元年（1628年）、成妃に戻され熹廟成妃（天啓帝の廟号の熹宗による）と称した。崇禎10年11月6日（1637年12月21日）、薨去した。諡号は贈られず、金山に葬られた。

## 伝記資料
- 『明熹宗実録』
- 『酌中志』
- 『熹廟成妃李氏壙志』